# Am Chonthicha
Chonthicha Chaimanee (tailandès ชลธิชา ไชยมณี, també escrit Cholticha; nascuda el 28 de març de 2005 -), coneguda com a Am Chonthicha (tailandès แอ้ม ชลธิชา) o Am Noi (tailandès แอ้มน้อย) és una cantant tailandesa Luk thung de la zona d'Isaan. Va guanyar el concurs de música presentat per One31, Dual Phleng Ching Thun. És popular pel seu segon senzill, The Promise at Chanuman (คำสัญญาที่ชานุมาน) de l'octubre de 2022.

## Biografia
Va néixer a una família pobra en la Província d'Amnat Charoen, els seus pares van anar a treballar a Bangkok, així que va viure amb la seva àvia quan era petita. Va estudiar a l'Escola Chanumanwittayakhom i és membre de To Be Number One Idol, propietat d'Ubolratana Rajakanya. És popular a TikTok des del 2021 i va competir al Dual Phleng Ching Thun. El 2023, va enregistrar al GMM Grammy dirigida per Sala Khunnawut.

## Carrera
Va participar en un concurs de cant per ajudar a la seva família. Va començar a competir a molts escenaris d'Amnat Charoen, però va perdre. L'any 2021, va popularitzar amb el seu vídeo de TikTok, que portava el títol de la cançó Fak Phleng Thueng Yai, original de Tai Orathai. Va llançar un primer senzill Nong Ma Lar amb Phu Tai Records el febrer de 2022. Va participar en el concurs de música Dual Phleng Ching Thun que es va emetre a One31. El seu primer senzill va ser "Khor Phorn Thao Wessuwan", "Hor Khaw Sao Barn Nok".

### 2022:The Promise at Chanuman
Pot mantenir-se al Dual Phleng Ching Thun, llançant el segon senzill The Promise at Chanuman (คำสัญญาที่ชานุมาน) amb lletres i melodies famoses de l'autor de luk thung Sala Khunnawut. The Promise at Chanuman tracta sobre el Ku Giant Festival i Lap Pla Kang, que són icones del districte de Chanuman i esmenta sobre una noia de Chanuman amb el cor trencat per un home de Bangkok. The Promise at Chanuman va arribar al número 1 de les llistes de música tailandesa el desembre de 2022 i va obtenir 17 milions de visualitzacions de YouTube a partir del 6 de maig de 2023. Amb els diners pel seu èxit vol construir una casa per a la seva àvia.

Li va prometre confiança a la seva àvia: 
| « | Àvia, és molta inversió, però és el més segur. | » |

Va enregistrar al GMM Grammy el gener de 2023, llançant un altre senzill amb Tang Wai Ai Phoo Bao i Rice Wrap of the Poor Girl (ห่อข้าวสาวบ้านนอก).

## Discografia
| Curs | Títol                                                | Referències |
| ---- | ---------------------------------------------------- | ----------- |
| 2022 | "Nong Ma Lar"                                        |             |
| 2022 | "Kham Sanya Thee Chanuman" (คำสัญญาที่ชานุมาน)           |             |
| 2022 | "Khor Phorn Thao Wessuwarna" (ขอพรท้าวเวสสุวรรณวัดไร่ขิง) |             |
| 2023 | "Pha Daeng Khong Nong" (ผาแดงของน้อง)                 |             |
| 2023 | "Tang Wai Ai Phoo Bao" (ตังหวายอายผู้บ่าว)               |             |
| 2023 | "Hor Khao Sao Barn Nok" (ห่อข้าวสาวบ้านนอก)             | [ 6 ]       |